# Gillett Grove
Pour les articles homonymes, voir Gillett.
Gillett Grove est une ville du comté de Clay, située en Iowa aux États-Unis. La population était de 55 habitants lors du recensement de 2000.

## Géographie
Gillett Grove est située à 43° 00′ 52″ N, 95° 02′ 12″ O.
Selon le bureau de recensement des États-Unis, la ville a une aire totale de 0,5 km², entièrement sur la terre[pas clair].